# 喬馬 (贊比亞)

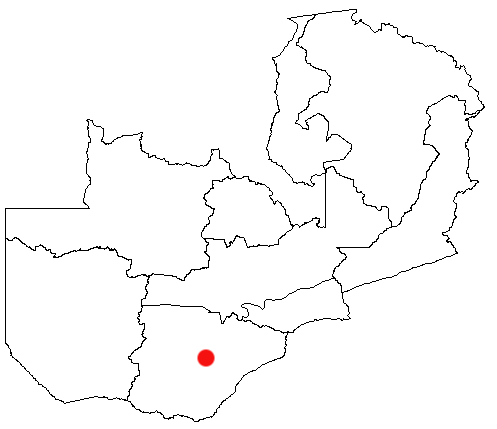

16°49′00″S 26°58′30″E / 16.81667°S 26.97500°E
喬馬（英語：Choma, Zambia），是贊比亞的城鎮，位於該國南部，由南部省負責管轄，是喬馬縣的首府，處於首都盧薩卡西南面300公里，海拔高度1,424米，每年平均降雨量800毫米。